# Jason Jordan
Nathan Everhart (* 28. September 1988 in Chicago, Illinois, USA), besser bekannt unter seinem Ringnamen Jason Jordan, ist ein ehemaliger US-amerikanischer Wrestler und ehemaliger Ringer. Er arbeitet derzeit bei World Wrestling Entertainment als Produzent für die TV-Shows. Seine größten Erfolge sind der Gewinn der Raw Tag Team Championship und SmackDown Tag Team Championship.

## Privatleben
Jason Jordan begann mit sieben Jahren Ringen zu trainieren, weil er dachte, dass es sich um Wrestling handelte. Neben Ringen spielte Everhart auch Football und Baseball, hat einen Bachelor-Abschluss in Biologie, Sozialwissenschaften und Medizin.

## Hintergrund als Ringer
Everhart besuchte die Indiana University Bloomington und vertrat sie an der Big Ten Conference. Er war drei Jahre als Ringer für seine Universität tätig. Er wurde drei Mal auf den 15. Platz in den USA gewählt und in der Schwergewichtklasse wurde er auf den zweiten Platz gewählt. In seinem letzten Jahr als Ringer war er mit einer Siegesserie von 35:0 ungeschlagen. In seinem vierten Studienjahr arbeitete er als Trainer der Ringermannschaft der Universität.

## Wrestling-Karriere

### WWE (seit 2011)

#### Florida Championship Wrestling und NXT (2011–2016)
Everhart wurde vom WWE-Agenten Gerald Brisco an seiner Universität entdeckt. Er wurde zu einem WWE-Tryout eingeladen und so bot ihm World Wrestling Entertainment 2010 einen Entwicklungsvertrag an. Er lehnte zuerst ab, weil er zuerst seinen Bachelor-Abschluss machen wollte. Nach seinem Abschluss unterzeichnete er im Juli 2011 einen Entwicklungsvertrag bei der World Wrestling Entertainment.
Er wurde bei Florida Championship Wrestling, der damaligen Entwicklungsliga der WWE, eingesetzt. Dort bekam er auch den Ringnamen Jason Jordan. Am 30. September 2011 bestritt er an der Seite von Abraham Washington gegen Big E. Langston und Calvin Raines sein erstes Wrestlingmatch. Sein TV-Debüt folgte am 13. Oktober desselben Jahres.
Am 13. Juli 2012 gewann er mit CJ Parker von Leakee und Mike Dalton die FCW Florida Tag Team Championship. Die Titel verloren sie am 28. Juli an Rick Victor und Brad Maddox.
Nach dem Ende von Florida Championship Wrestling wurde er bei NXT, der neuen Aufbauliga der WWE, eingesetzt. Zuerst wurde er sporadisch eingesetzt. Von Mitte 2014 bis Anfang 2015 bildete er mit Tye Dillinger ein Tag Team. Danach bildete er mit Chad Gable das Tag Team American Alpha.
Am 1. April 2016 bei NXT TakeOver: Dallas gewann American Alpha von The Revival (Scott Dawson und Dash Wilder) die NXT Tag Team Championship. Am 8. Juni 2016 bei NXT TakeOver: The End verloren sie ihren Titel wieder an The Revival.

#### SmackDown (2016–2017)
Beim WWE Draft 2016, welcher bei SmackDown stattfand, wurde American Alpha ins Main Roster hochgezogen, bzw. zu SmackDown gedraftet. Ihr erstes Match im Main Roster bestritten American Alpha gegen die Vaudevillains (Aiden English und Simon Gotch).
Am 27. Dezember 2016 gewannen sie in einem Four-Corners-Elimination-Tag-Team-Match die WWE SmackDown Tag Team Championship, nachdem sie die vorherigen Titelträger The Wyatt Family (Luke Harper und Randy Orton) sowie auch die Usos und Heath Slater und Rhyno besiegten. Die Titel verloren sie am 21. März 2017 bei SmackDown an die Usos.

#### Raw, Rücktritt sowie Producer hinter den Kulissen (seit 2017)
Am 17. Juli 2017 wurde Everhart bei Raw als Storyline-Sohn vom Raw-General Manager Kurt Angle enthüllt. Bei dieser Raw-Ausgabe verließ er das SmackDown-Roster und wurde Teil des Raw-Rosters. Mit diesem Wechsel endete auch die Zusammenarbeit mit Chad Gable, womit das Tag Team American Alpha aufgelöst wurde, weil Chad Gable weiterhin ein Teil des SmackDown-Rosters blieb.
Am 25. Dezember gewann Everhart bei Raw mit Seth Rollins von Cesaro und Sheamus die WWE Raw Tag Team Championship. Am 28. Januar 2018 verloren sie ihre Titel beim Royal Rumble wieder an Cesaro und Sheamus. Nebenbei lief auch eine Vater-Storyline mit Kurt Angle, diese endete dann aber, nachdem sich Jordan am Nacken verletzte. Er musste seine Laufbahn als Wrestler deshalb beenden, arbeitet aber seitdem als Produzent für WWE, seit April 2021 als Head Producer für TV-Shows.

## Wrestling-Erfolge
World Wrestling Entertainment
- Raw Tag Team Championship (1× mit Seth Rollins)
- SmackDown Tag Team Championship (1× mit Chad Gable)
- NXT Tag Team Championship (1× mit Chad Gable)

Florida Championship Wrestling
- FCW Florida Tag Team Championship (1× mit CJ Parker)